# Меднек, Валентин Петрович
Валентин Петрович Меднек (1 июня 1910, Комрат Бендерского уезда Бессарабской губернии — 27 октября 2008, Москва) — молдавский архитектор, заслуженный деятель искусств МССР, почётный гражданин города Бендеры (2003).

## Биография
Валентин Петрович Меднек родился 1 июня 1910 года в селе Комрате Бендерского уезда (ныне муниципий, столица АТО Гагаузия в Молдавии). В 1912-м году семья переехала в Бендеры. В 1927 году он окончил частное реальное училище А. Георги, а в 1929-м поступил на архитектурный факультет политехнического института города Брно, откуда в 1932 году отчислен и выдворен из Чехословакии «за связь с компартией и участие в антифашистском движении».
По возвращении в Тигину (Бендеры), входившую тогда в состав Румынии, принимал участие в чтении и распространении нелегальной литературы, поступавшей из Молдавской АССР.
В 1934—1937 гг. В. П. Меднек обучается в архитектурном институте Бухареста, где вступает в ряды коммунистической партии Румынии. В это же время руководит изданием газеты «Стягул Рошу» («Красное знамя»), органа Бухарестской организации КПР. По окончании вуза, работает в частной архитектурно-проектной мастерской.
В январе 1940 года вновь возвращается в Тигину (Бендеры) и в июне того же года вместе с остальной Бессарабией, присоединённую к СССР. С лета 1940 года возглавляет городскую газету «Новая жизнь».
Во время Великой Отечественной войны в составе трудового батальона участвует в обороне Бендер, строительстве укреплений и переправ под Одессой, Новочеркасском, Ростовом-на-Дону, Сталинградом, Кременчугом, на Северном Кавказе. Осенью 1943 года направляется в Москву, в Главное управление инженерных войск, для разработки типового проекта подводного моста на жёстких опорах.
В 1944 году принимает участие в Ясско-Кишиневской операции. В сентябре 1944 года после освобождения Молдавии отзывается в Кишинёв, и назначается во главе отдела проектирования и планирования Управления архитектуры МССР. В 1945—1946 гг. входит в состав контрольной комиссии по возвращению имущества, захваченного Румынией во время оккупации советской территории.
В 1947—1949 гг. входит в группу академика Алексея Викторовича Щусева, по разработке плана реконструкции столицы Молдавии. В 1948—1949 годах, по поручению Госстроя МССР, составляет «Схему первой очереди застройки города Бендеры», а в июле 1952 года представляет разработанный совместно с Л. В. Бронфманом генплан Бендер, рассчитанный на 15—20 лет.
Во второй половине 1950 года назначается начальником горпроекта и главным архитектором Бендер и избирается депутатом городского Совета, где возглавляет комиссию по коммунальному хозяйству. Снова отзывается в Кишинёв и назначается руководителем мастерской проектирования республиканского института «Молдавстройпроект», а затем заместителем председателя Госстроя МССР.
После выхода на пенсию активно занимается общественной работой. Многие годы избирается членом республиканского правления общества «Знание», Союза архитекторов Молдавии, Президиума молдавского общества охраны памятников истории и культуры и др.
В октябре 2000 года, в честь 90-летия В. П. Меднека, на здании кишинёвского почтамта открыта мемориальная доска.
В последние годы жизни проживал в Москве.
В. П. Меднек побывал во многих странах Европы, изучая шедевры зодчества разных эпох и народов. Общался с такими личностями, как А. Вертинский, Ф. Шаляпин, П. Лещенко, И. Эренбург, К. Паустовский. Испытывал благосклонное отношение первых лиц ЦК Компартии Молдавии, в том числе Л. И. Брежнева.
«Бендеры — мой родной город. Здесь я провел детство, юность. Здесь родилась мечта стать архитектором. Но что мог делать архитектор в порабощенной Бессарабии, если за двадцать лет хозяйничания румынских бояр в городе было построено только два двухэтажных дома?
…Работая над генеральным планом реконструкции города, над проектами жилых домов… я знаю, Бендеры станут городом-садом».

## Автор проектов сооружений
- Кинотеатр им. М. Горького, Дворец культуры им. П. Ткаченко, мемориал «Пантеон славы», Памятник «Доблестным борцам за власть Советов», автовокзал и др. сооружения в Бендерах.
- Академия наук МССР, министерство связи МССР и др. в Кишинёве
- Генеральные планы городов Фалешты и Атаки
- Архитектурные части мемориальных ансамблей в честь воинов, павших в Великой Отечественной войне в Рыбнице, Кошнице, Леове, Леушенах и др.

## Награды
- орден Красной Звезды (1943)
- орден «Глория Мунчий» (Трудовой славы, 1997)
- медаль «За оборону Одессы»
- медаль «За оборону Кавказа»
- медаль «За оборону Сталинграда».